# Simone Berti
Simone Berti (Firenze, 13 giugno 1985) è un cestista italiano.

## Palmarès
- Campionato italiano: 2

Siena: 2003-2004, 2007-08
- Supercoppa italiana: 1

Siena: 2007